# Rob Beckley
Robert Benjamin Beckley – założyciel, wokalista i lider amerykańskiego zespołu Pillar, wykonującego rock chrześcijański, który powstał w 1998 w stanie Kansas. Obecnie stacjonuje w miejscowości Tulsa, w stanie Oklahoma. Uznawany za jednego z najlepszych wokalistów w kategorii CCM. Jest głęboko wierzącym chrześcijaninem oraz autorem większości tekstów Pillar. Oprócz melodyjnego śpiewu, posługuje się również rapem (partie wokalne na płytach Above oraz Fireproof są głównie rapowane), rzadziej growlem (np. na utworach "Tragedy", "Everything"). Brał udział w projekcie chrześcijańskiego rapera KJ-52 (m.in. w utworze "Rise Up").
Żonaty z Lindą Beckley, syn Hudson. Wolny czas najchętniej spędza z rodziną, czyta książki, uprawia sport, ogląda filmy, uczęszcza na liturgię. Rezerwista Armii Stanów Zjednoczonych.